# Papirnolubjasti javor
Papirnolubjasti javor (znanstveno ime Acer griseum) je vrsta javorja, ki izhaja iz osrednje Kitajske. Že od leta 1901, ko ga je Evropi predstavil Ernest Wilson, je papirnolubjasti javor priljubljeno okrasno drevo. Je manjše rasti in v kratkem času nastanejo na deblu in glavnih vejah papirno tanki svitki oranžno rjave brave. Svitki odluščene skorje so prosojni.
Vrstni pridevek griseum (sivi) je dobil zato, ker so poleti listi na spodnji strani sivo polsteni. 
- Listi in semena
- Deblo
- Lubje
- Svitki na lubju
- Acer griseum - Museum specimen